# Línea 32 de TMB
La línea 32 fue una línea regular de autobús urbano de la ciudad de Barcelona gestionada por la empresa TMB. Hacía su recorrido entre la estación de Sants y Roquetes, con una frecuencia en hora punta de 6-12min. Desde la Pl. Llucmajor hasta la Av. Príncipes de Asturias realizaba el trayecto junto a la línea 31 que en 2012 quedó suprimida.
Esta línea fue suprimida el 13 de noviembre de 2017 debido a que fue sustituida por la línea D40 de la Red Ortogonal de Autobuses.

## Historia
En el año 1974 se crea la línea 31, que más tarde se llamará línea 32. En ese año Transportes de Barcelona afirmaba que era imposible que un autobús pasara por las calles de Roquetas, aunque los vecinos no estaban de acuerdo. En el mes de agosto un grupo de vecinos secuestró un autobús y le hizo subir por la calle de Artesanía, Alcántara, Mina de la Ciudad hasta la actual plaza del Caribe, llegando perfectamente sin problemas de circulación. Al final se cambió el recorrido, teniendo como término de esta línea en Roquetes. 

## Cronología
- 25-09-1974 - Se crea la línea 31 barrada (Pl. Gala Placidia - Mina de la Ciudad).
- 14-02-1977 - La línea 31 barrada pasa a llamarse línea 32.
- 11-03-1983 - Deja de circular de bajada por la calle de Artesanía.
- 26-03-1985 - La calle Mina de la Ciudad se convierte en sentido único.
- 06-12-1985 - Circula por la calle de Garellano.
- 15-10-1997 - Alargó su recorrido hasta la estación de Sans.
- 04-07-2005 - Deja de circular por la calle de Nuestra Señora de la Salud por obras.
- 13-11-2017 - Se suprime esta línea debido a la introducción de la línea D40, que entre la estación de Sans y Vía Favencia realiza el mismo recorrido.

## Horarios

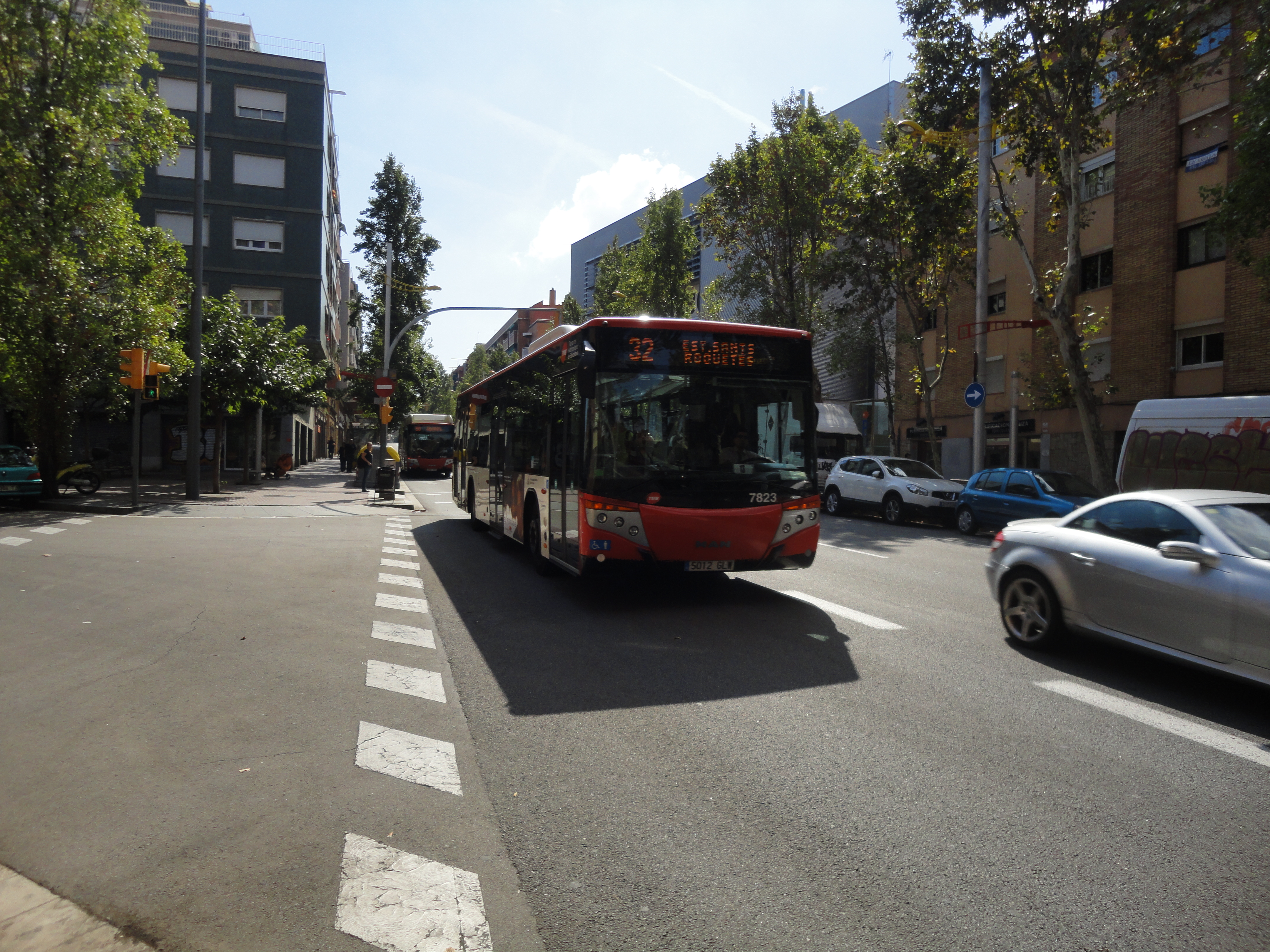
Autobús de la línea 32 en Ramón Albó dirección Roquetas.

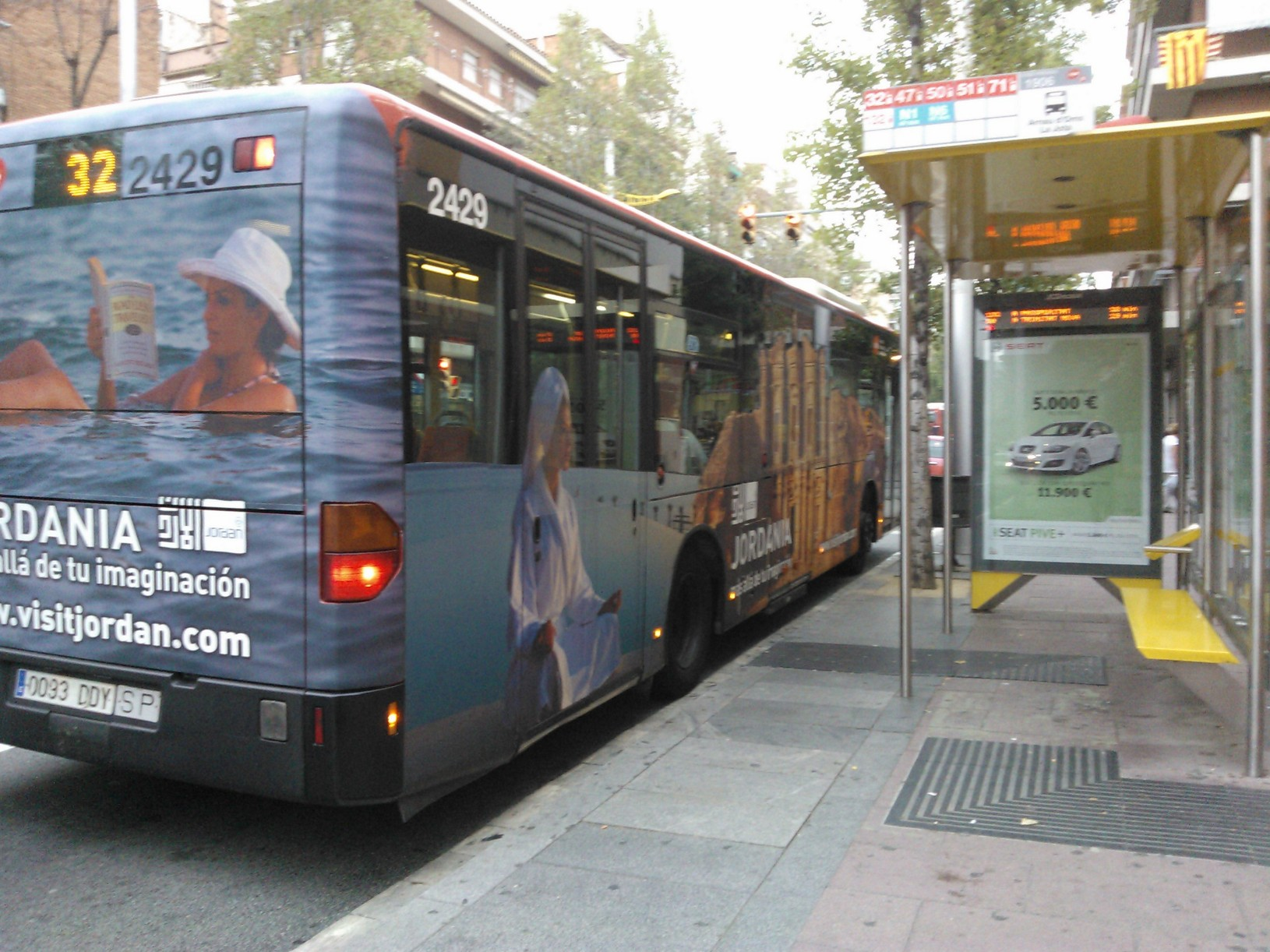
Autobús de la línea 32 en Arnau d'Oms con La Jota.

| 32         | Primer servicio A: Roquetas | Primer servicio A: Est. Sants | Último servicio A: Roquetas | Último servicio A: Est. Sants |
| Laborables | 05:30                       | 05:05                         | 23:20                       | 22:30                         |
| Sábados    | 05:50                       | 05:05                         | 23:20                       | 22:30                         |
| Festivos   | 06:50                       | 06:00                         | 23:20                       | 22:30                         |

## Recorrido
- De Roquetas a Est. de Sants por: Vía Favencia, Vía Julia, Pº de Verdún, Pº de Pi i Molist, Av. Borbón, Av. Nuestra Señora de Montserrat, Trav. de Dalt, Av. Príncipes de Asturias, Balmes, Av. Diagonal, Josep Tarradellas.

- De Est. de Sants a Roquetas por: Josep Tarradellas, Trav. de Gracia, Av. Príncipes de Asturias, Trav. de Dalt, Camelias, Av. Nuestra Señora de Montserrat, Ramón Albó, Arnau d'Oms, Pº de Fabra i Puig, Pº de Pi i Molist, Pº Verdún, Vía Favencia.

## Otros datos
| Prestación                   | Disponibilidad en la línea |
| ---------------------------- | -------------------------- |
| Adaptada a                   | Sí                         |
| TMB iBus (tiempo de espera ) | Sí                         |
| Pantallas informativas       | Sí                         |
| Línea de tránsito rápido     | No                         |
| Circula en días festivos     | Sí                         |